# Karaté aux Jeux olympiques
Le karaté est présent aux Jeux olympiques d'été de 2020 en tant que sport additionnel, à la suite d'une décision du Comité international olympique prise lors de sa 129e session le 3 août 2016 à Rio de Janeiro. Il n'est pas renouvelé pour le programme des Jeux olympiques d'été de 2024.

## Historique
La place du karaté au programme des Jeux olympiques est régulièrement débattue surtout depuis l'année 2000 et soutenue par la Fédération mondiale de karaté. La discipline est représentée aux Jeux mondiaux depuis le début du format en 1981.
Le dernier sport de combat à avoir intégré le programme olympique était le Taekwondo en 1994. Pourtant, avec 110 millions de pratiquants et 10 millions de licenciés, le karaté est devant le judo (15 millions de pratiquants) mais derrière le taekwondo (60 millions de pratiquants)[réf. souhaitée].
Dans le rapport de 2013 de la commission du programme olympique, huit fédérations sportives ont été examinées pour analyser l'opportunité d'inclure le sport selon 39 critères : à côté du karaté, sont également étudiés la lutte, le roller sport, l'escalade, le wushu, le wakeboard câble en téléski, le baseball/softball et le squash. La fédération propose d’inclure des kumités hommes et femmes avec cinq épreuves par sexe : 
- hommes - 60 kg, - 67 kg, - 75 kg, - 84 kg, + 84 kg ;
- femmes - 50 kg, - 55 kg, - 61 kg, - 68 kg, + 68 kg.

Dans ce rapport, le kata est décrit comme une épreuve susceptible de figurer au programme des prochaines éditions.
Lors de la 125e session du CIO en septembre, seuls la lutte, le squash et le baseball sont proposés au vote et les deux tiers de l'assemblée se prononcent pour le maintien de la lutte aux Jeux de 2020 et 2024.
Dans le rapport 2016, le kata fait son apparition. Il est fait mention de l'occasion unique pour Tokyo d'organiser la première compétition olympique de Karaté dans le pays d'origine.
Le karaté est considéré comme un sport additionnel pour 2020, sans garantie qu'il figure aux Jeux olympiques suivants. Il n'est pas inclus au programme des Jeux olympiques d'été de 2024 à Paris, recalé par le Comité d'organisation,.

## Épreuves
Huit épreuves de karaté sont prévues : six catégories en kumité (trois féminines et trois masculines) plus deux en kata.
| Catégorie    | Hommes  | Femmes  |
| ------------ | ------- | ------- |
| Poids légers | - 67 kg | - 55 kg |
| Poids moyens | - 75 kg | - 61 kg |
| Poids lourds | + 75 kg | + 61 kg |

Il est prévu que chaque épreuve réunisse 10 sportifs répartis en deux tournois toutes rondes de cinq ; le premier de la poule affronte en demi-finale le deuxième de l'autre poule. Les gagnants s'affrontent en finale.

## Tableau des médailles par pays
| Rang  | Nation          | Or | Argent | Bronze | Total |
| ----- | --------------- | -- | ------ | ------ | ----- |
| 1     | Japon           | 1  | 1      | 1      | 3     |
| 2     | Espagne         | 1  | 1      | 0      | 2     |
| 3     | Égypte          | 1  | 0      | 1      | 2     |
| -     | Italie          | 1  | 0      | 1      | 2     |
| 5     | Bulgarie        | 1  | 0      | 0      | 1     |
| -     | France          | 1  | 0      | 0      | 1     |
| -     | Iran            | 0  | 0      | 0      | 1     |
| -     | Serbie          | 0  | 0      | 1      | 1     |
| 9     | Azerbaïdjan     | 0  | 2      | 0      | 2     |
| 10    | Turquie         | 0  | 1      | 3      | 4     |
| 11    | Chine           | 0  | 1      | 1      | 2     |
| -     | Ukraine         | 0  | 1      | 1      | 2     |
| 13    | Arabie saoudite | 0  | 1      | 0      | 1     |
| 14    | Kazakhstan      | 0  | 0      | 2      | 2     |
| 15    | Autriche        | 0  | 0      | 1      | 1     |
| -     | Taipei chinois  | 0  | 0      | 1      | 1     |
| -     | Hong Kong       | 0  | 0      | 1      | 1     |
| -     | Hongrie         | 0  | 0      | 1      | 1     |
| -     | Jordanie        | 0  | 0      | 1      | 1     |
| -     | États-Unis      | 0  | 0      | 1      | 1     |
| Total | Total           | 8  | 8      | 16     | 32    |